# Гірнича промисловість Грузії
Гірнича промисловість Грузії

## Загальна характеристика
Гірнича промисловість — одна з перспективних галузей господарства Грузії, але станом на початок XXI ст. вона розвинута слабко. У 1930–1980 рр. до експлуатації залучено понад 200 родовищ різних видів мінеральної сировини, в тому числі вугілля, арсену, кольорових металів, золота, нерудних корисних копалин — бариту, бентоніту, діатоміту, цеоліту та інших. У недавньому минулому в Грузії добувалося на рік: нафти до 3 млн т, вугілля до 3,2 млн т, марганцевої руди до 5,2 млн т, мідної руди до 1,5 млн т, баритових руд до 500 тис. т. Навіть у 1989 р, коли гірничодобувні галузі увійшли в смугу затяжної багаторічної кризи, тут була видобута сировина, яка у вигляді фактично реалізованої продукції оцінюється в 370 млн дол. США, з яких на експорт склав 180 млн дол. США.
На 2000 р з числа розвіданих родовищ в експлуатацію залучено 257, в резерві 259 родовищ. В Грузії видобувають нафту, вугілля, марганцеву руду, золото, барит, андезит, бентоніт, діатоміт, літографський камінь, вапняк, буд. та виробний камінь. В останні роки згідно з Законом Грузії «Про надра» видано близько 250 ліцензій користувачам надр на геологічні дослідження, розвідку та розробку родовищ. В цілому гірничодобувна промисловість Грузії має перспективи подальшого розвитку, однак масштаби виробництва залежатимуть від внутрішнього і зовнішнього ринків збуту.

## Окремі галузі
Нафтодобувна промисловість (родовища в Кахетії) розвинута слабко: у 1997 р. видобуто лише 120 тис. тонн нафти. Місцева нафта забезпечує всього 4 % потреб країни; інша частина імпортується з Росії та Азербайджану. У 2000–2002 рр. Грузія видобувала по 110 тис. т нафти на рік. Крім державних структур працюють компанії Georgian-German Georgoil Servis, Georgian-US Frontera Eastern, Georgia and AndArco Georgia, Georgian-UK Ramco Kakhed O.L. та інші.
Станом на 2003 р. найбільшим в Грузії залишається нафтове родовище Ніноцмінда, що експлуатується компаніями Frontera і CanArgo. Річний видобуток нафти тут становить 170 т/добу (близько 60 тис. т на рік). (RIGZONE). Нафтопереробний завод і нафтосховища в Батумі, що забезпечуються бакинською нафтою — перспективні об'єкти нафтового господарства кавказького регіону.
Природний газ що забезпечує 44 % потреб країни з палива, імпортують головним чином з Туркменістану.
Вуглевидобуток. В кінці ХХ ст. видобуток вугілля скорочувався. Вугільні шахти, розташовані поблизу міст Ткварчелі і Ткібулі на заході Грузії, забезпечували лише половину коксу, необхідного для Руставського металургійного заводу, їх внесок у виробництво електроенергії незначний. На початку XXI ст. відновлюється видобуток енергетичного вугілля Ткібулі-Шаорського родовища. Грузинський технічний університет розробив технологію брикетування вугілля Грузії, яку планують покласти в основу на новій брикетній фабриці в Ткібулі.
Марганцеворудна підгалузь — одна з провідних в кінці «радянського періоду» економіки країни. Рудники Чиатурі у 1970-х роках давали 25 % всього видобутку марганцю в СРСР. В середині 1990-х років запаси марганцю в Грузії становили 200 млн тонн. На початку XXI ст. поновлено видобуток марганцевих руд на Чиатурському родовищі і переробка марганцевих концентратів на Зестафонському феросплавному заводі. Як і раніше важливою проблемою залишається те, що карбонатні і окиснені марганцеві руди Чиатури добуваються, але практично не використовуються. Відходи збагачення марганцевої руди придатні для використання в будівництві для виробництва силікатних стінових матеріалів, монолітних і збірних бетонних конструкцій, скла. Перспективним є будівництво на базі Чиатурського родовища нового підприємства з переробки пероксидних концентратів для одержання електролітичного діоксиду марганцю і гальванічних елементів з нього. Поле Чиатури на 2001 р за даними [Mining Annual Review 2002] містить видобувних близько 200 млн т руди, з яких 60 % придатні для підземного видобутку і 40 % — відкритого.
Мідно- і золотодобувна індустрія представлена Маднеульським ГЗК. На межі ХХ-XXI ст. створено умови для поновлення діяльності Маднеульського гірничо-збагачувального комбінату. У 2001 Маднеулі оброблено близько 1,5 млн т мідної руди і вироблено 57 000 т мідного концентрату. Динаміка позитивна. Покупець концентрату — Switzerland's Glencore.
Розвідана золоторудна база Маднеульського ГЗК і в рамках комбінату діє золотозбагачувальне підприємство, побудоване спільною грузино-австралійською фірмою «Кварцит». Австралійська компанія Bolnisi Gold має на цьому підприємстві 50 % акцій. Золото видобувають зі складованого матеріалу на гірничозбагачувальному підприємстві Маднеулі (Madneuli) в районі Казреті. В I кварталі 2002 р. вилучення Au становило 683 кг [World Gold (Gr. Brit.). — 2002. — 5, № 6. — Р. 7.].
Нерудна сировина. Станом на 2000 р. почато впровадження сучасних зарубіжних технологій видобутку і переробки нерудної сировини, що є важливою ланкою у відродження гірничої промисловості Грузії. Перспективною є розробка Південногрузинського (Джавахетського) родовища вулканічних шлаків і перліту, які за оцінками експертів можуть стати базою будівельної індустрії Закавказзя, виробництва фільтрувальних матеріалів, тепло- і звукоізоляційних виробів. Цьому в значній мірі сприяє розташування цих родовищ безпосередньо вздовж траси Південногрузинської залізниці.
Грузія увійшла до складу міжнародних транспортних коридорів, зокрема «TRASECA», що сприяє експлуатації старих і спорудженню нових магістральних нафто- і газопроводів через її територію, а також в цілому розвитку гірничодобувної галузі.

## Наукові установи. Підготовка кадрів. Періодична преса
У області геології і гірничої науки в Грузії ведуть дослідження: Геологічний інститут ім. А. І. Джанелідзе НАН; Державний інститут з проектування вугільних шахт; Політехнічний інститут; Інститут геофізики НАН; Інститут гірничої механіки ім. М. А. Цулукідзе НАН; Інститут неорганічної хімії і електрохімії НАН; Інститут металургії НАН; Інститут будіввельної механіки і сейсмостійкості НАН; Інститут фізичної і органічної хімії ім. П. М. Мелікішвілі НАН; Інститут мінеральної сировини ім. А. А. Твалчрелідзе та ін. У 1999 р. був завершений перший етап реорганізації структури геологічної служби: в системі Департаменту геології створені і вже функціонують підприємства, наділені широкими повноваженнями і покликані не тільки вести геологорозвідувальні роботи, але і експлуатувати невеликі родовища.

## Підготовка кадрів для геол. служби і гірн. промисловості
Здійснюється Політехнічним інститутом та Тбіліським університетом, Кутаїським гірничим технікумом. Праці в галузі геологічних і гірничих наук видаються в журналах: «Повідомлення НАН Грузії» (з 1940); реферативний збірник «Марганець» (6 разів в рік, з 1963); «Вісті Геологічного товариства Грузії» (з 1959).